# Liste der Stolpersteine in Mainz-Finthen
 Info: Angaben zu Eigenschaften, welche alle Teillisten für Mainz gemeinsam haben, sind unter der Liste der Stolpersteine in Mainz zu finden.
Hinweis 1: Die Liste ist sortierbar. Durch Anklicken eines Spaltenkopfes wird die Liste nach dieser Spalte sortiert, zweimaliges Anklicken kehrt die Sortierung um. Durch Anklicken zweier Spalten nacheinander lässt sich jede gewünschte Kombination erzielen.
Hinweis 2: Mit dem Anklicken eines Bildes vergrößern Sie die Auflösung

## Stolpersteine in Mainz-Finthen
| Adresse                         | Verlegedatum  | Gestiftet von                        | Inschrift                                                                                | Bild | Anmerkung |
| ------------------------------- | ------------- | ------------------------------------ | ---------------------------------------------------------------------------------------- | ---- | --- |
| Poststraße 11 · Mainz-Finthen · | 23. Jan. 2009 | Finther Heimat- und Geschichtsverein | HIER WOHNTE ELISE HENLEIN GEB. SIMON JG. 1880 DEPORTIERT 1942 ERMORDET IN THERESIENSTADT |      | Der 59-Jährige, schwerhörige Weltkriegsveteran, Träger des EK I und II, Max Henlein und seine 59-jährige Frau Elise wurden am 10. November 1938 von einem Nazimob, darunter auch einer seiner Nachbarn, überfallen und misshandelt. Als Max Henlein seinen Bekannten auf ihr bisheriges gutes Verhältnis und auf seine Kriegsteilnahme verwies, bekam er die Antwort als Drecksjudd hätte er sein Maul zu halten. Das Haus samt Inventar wurde verwüstet und sollte danach abgebrannt werden. Nur durch die energische Intervention des benachbarten Landwirts Nikolaus Schmitt, der sich um seine anliegende mit Stroh gefüllte Scheune Sorgen machte, konnte dies verhindert werden. Dafür ging aber das zum Fenster hinausgeschmissene Inventar samt und sonders in Flammen auf. Kennkarte Max Henlein |
| Poststraße 11 · Mainz-Finthen · | 23. Jan. 2009 | Finther Heimat- und Geschichtsverein | HIER WOHNTE MAX HENLEIN JG. 1879 DEPORTIERT 1942 ERMORDET IN THERESIENSTADT              |      | Der 59-Jährige, schwerhörige Weltkriegsveteran, Träger des EK I und II, Max Henlein und seine 59-jährige Frau Elise wurden am 10. November 1938 von einem Nazimob, darunter auch einer seiner Nachbarn, überfallen und misshandelt. Als Max Henlein seinen Bekannten auf ihr bisheriges gutes Verhältnis und auf seine Kriegsteilnahme verwies, bekam er die Antwort als Drecksjudd hätte er sein Maul zu halten. Das Haus samt Inventar wurde verwüstet und sollte danach abgebrannt werden. Nur durch die energische Intervention des benachbarten Landwirts Nikolaus Schmitt, der sich um seine anliegende mit Stroh gefüllte Scheune Sorgen machte, konnte dies verhindert werden. Dafür ging aber das zum Fenster hinausgeschmissene Inventar samt und sonders in Flammen auf. Kennkarte Max Henlein |
| Poststraße 13 · Mainz-Finthen · | 23. Jan. 2009 | Finther Heimat- und Geschichtsverein | HIER WOHNTE ELLA MARX JG. 1903 DEPORTIERT 1942 ERMORDET IN AUSCHWITZ                     |      | Manfred Winterfeld wohnte mit seiner Mutter Betty in Finthen bei Mainz, im Haus seines Onkels Leopold Marx und seiner Tante Ella. Während des November-Pogroms von 1938 wurden die fünf in Finthen lebenden jüdischen Familien alle drangsaliert, zum Teil misshandelt und ihre Wohnungen verwüstet, auch die Wohnung von Manfred und seiner Mutter und die seines Onkels, Leopold Marx. Nach diesen bedrohlichen Ereignissen suchte Frau Winterfeld mit ihrem Sohn Zuflucht in der Stadt. Auch die jüdischen Schulen waren zerstört worden. Es fand nun Unterricht in provisorischen Räumen im Jüdischen Gemeindebüro in der Forsterstraße 2 statt. Manfred und seine Mutter wurden mit dem ersten großen Transport vom 20. März 1942 zusammen mit 1.000 Juden aus dem ehemaligen Volksstaat Hessen nach Piaski bei Lublin in Polen deportiert und vermutlich wenige Wochen später im Vernichtungslager Sobibór ermordet. Kennkarte Manfred Winterfeld                                                                  |
| Poststraße 13 · Mainz-Finthen · | 23. Jan. 2009 | Finther Heimat- und Geschichtsverein | HIER WOHNTE LEOPOLD MARX JG. 1890 DEPORTIERT 1942 RICHTUNG POLEN ERMORDET                |      | Manfred Winterfeld wohnte mit seiner Mutter Betty in Finthen bei Mainz, im Haus seines Onkels Leopold Marx und seiner Tante Ella. Während des November-Pogroms von 1938 wurden die fünf in Finthen lebenden jüdischen Familien alle drangsaliert, zum Teil misshandelt und ihre Wohnungen verwüstet, auch die Wohnung von Manfred und seiner Mutter und die seines Onkels, Leopold Marx. Nach diesen bedrohlichen Ereignissen suchte Frau Winterfeld mit ihrem Sohn Zuflucht in der Stadt. Auch die jüdischen Schulen waren zerstört worden. Es fand nun Unterricht in provisorischen Räumen im Jüdischen Gemeindebüro in der Forsterstraße 2 statt. Manfred und seine Mutter wurden mit dem ersten großen Transport vom 20. März 1942 zusammen mit 1.000 Juden aus dem ehemaligen Volksstaat Hessen nach Piaski bei Lublin in Polen deportiert und vermutlich wenige Wochen später im Vernichtungslager Sobibór ermordet. Kennkarte Manfred Winterfeld                                                                  |
| Poststraße 13 · Mainz-Finthen · | 23. Jan. 2009 | Finther Heimat- und Geschichtsverein | HIER WOHNTE BETTY WINTERFELD GEB. MARX JG. 1901 DEPORTIERT 1942 PIASKI ERMORDET          |      | Manfred Winterfeld wohnte mit seiner Mutter Betty in Finthen bei Mainz, im Haus seines Onkels Leopold Marx und seiner Tante Ella. Während des November-Pogroms von 1938 wurden die fünf in Finthen lebenden jüdischen Familien alle drangsaliert, zum Teil misshandelt und ihre Wohnungen verwüstet, auch die Wohnung von Manfred und seiner Mutter und die seines Onkels, Leopold Marx. Nach diesen bedrohlichen Ereignissen suchte Frau Winterfeld mit ihrem Sohn Zuflucht in der Stadt. Auch die jüdischen Schulen waren zerstört worden. Es fand nun Unterricht in provisorischen Räumen im Jüdischen Gemeindebüro in der Forsterstraße 2 statt. Manfred und seine Mutter wurden mit dem ersten großen Transport vom 20. März 1942 zusammen mit 1.000 Juden aus dem ehemaligen Volksstaat Hessen nach Piaski bei Lublin in Polen deportiert und vermutlich wenige Wochen später im Vernichtungslager Sobibór ermordet. Kennkarte Manfred Winterfeld                                                                  |
| Poststraße 13 · Mainz-Finthen · | 23. Jan. 2009 | Finther Heimat- und Geschichtsverein | HIER WOHNTE MANFRED WINTERFELD JG. 1928 DEPORTIERT 1942 PIASKI ERMORDET                  |      | Manfred Winterfeld wohnte mit seiner Mutter Betty in Finthen bei Mainz, im Haus seines Onkels Leopold Marx und seiner Tante Ella. Während des November-Pogroms von 1938 wurden die fünf in Finthen lebenden jüdischen Familien alle drangsaliert, zum Teil misshandelt und ihre Wohnungen verwüstet, auch die Wohnung von Manfred und seiner Mutter und die seines Onkels, Leopold Marx. Nach diesen bedrohlichen Ereignissen suchte Frau Winterfeld mit ihrem Sohn Zuflucht in der Stadt. Auch die jüdischen Schulen waren zerstört worden. Es fand nun Unterricht in provisorischen Räumen im Jüdischen Gemeindebüro in der Forsterstraße 2 statt. Manfred und seine Mutter wurden mit dem ersten großen Transport vom 20. März 1942 zusammen mit 1.000 Juden aus dem ehemaligen Volksstaat Hessen nach Piaski bei Lublin in Polen deportiert und vermutlich wenige Wochen später im Vernichtungslager Sobibór ermordet. Kennkarte Manfred Winterfeld                                                                  |
| Prunkgasse 8 · Mainz-Finthen ·  | 23. Jan. 2009 | Finther Heimat- und Geschichtsverein | HIER WOHNTE AUGUST WEIS JG. 1864 DEPORTIERT 1943 ERMORDET IN THERESIENSTADT              |      | Das Ehepaar Weiss, in deren Haus auch der nichtjüdische, taubstumme Fritz Doll lebte, war ein in Finthen geachtetes, liebenswürdiges, älteres Ehepaar. Aber auch das schützte sie nicht nach der Pogromnacht am 10. November 1938 von Nazischlägern heimgesucht zu werden. Das Haus in der Prunkgasse wurde verwüstet und die Eheleute misshandelt. Laut Benno König, ein Zeitzeuge, damals zehn Jahre alt, hörte man außer dem Weinen von Frau Weis kein Wort des Ehepaars, das starr vor Angst und Schrecken war. Nur das Brüllen antisemitischer Parolen und Beschimpfungen dröhnte aus dem Haus. Den taubstummen Fritz Doll prügelte der Dorfpolizist aus seiner Unterkunft und brüllte dabei "Du Schwein, Du bist schlimmer als die Juden selbst, wie kannst Du als Deutscher Knecht der Juden sein?" Nach einem Dokument der israelitischen Gemeinde fand das Ehepaar danach eine Unterkunft in der Fischergasse 6 in Mainz, wo aber Franziska Weis schon am 20. März 1939 an den Folgen des Naziterrors verstarb. |
| Prunkgasse 8 · Mainz-Finthen ·  | 23. Jan. 2009 | Finther Heimat- und Geschichtsverein | HIER WOHNTE FRANZISKA WEIS GEB. GRAU JG. 1863 OPFER DES POGROMS TOT 10.11.1938           |      | Das Ehepaar Weiss, in deren Haus auch der nichtjüdische, taubstumme Fritz Doll lebte, war ein in Finthen geachtetes, liebenswürdiges, älteres Ehepaar. Aber auch das schützte sie nicht nach der Pogromnacht am 10. November 1938 von Nazischlägern heimgesucht zu werden. Das Haus in der Prunkgasse wurde verwüstet und die Eheleute misshandelt. Laut Benno König, ein Zeitzeuge, damals zehn Jahre alt, hörte man außer dem Weinen von Frau Weis kein Wort des Ehepaars, das starr vor Angst und Schrecken war. Nur das Brüllen antisemitischer Parolen und Beschimpfungen dröhnte aus dem Haus. Den taubstummen Fritz Doll prügelte der Dorfpolizist aus seiner Unterkunft und brüllte dabei "Du Schwein, Du bist schlimmer als die Juden selbst, wie kannst Du als Deutscher Knecht der Juden sein?" Nach einem Dokument der israelitischen Gemeinde fand das Ehepaar danach eine Unterkunft in der Fischergasse 6 in Mainz, wo aber Franziska Weis schon am 20. März 1939 an den Folgen des Naziterrors verstarb. |